# ماموت (فیلم ۲۰۰۹)
ماموت (سوئدی: Mammut) فیلمی در ژانر درام است که در سال ۲۰۰۹ منتشر شد. از بازیگران آن می‌توان به گائل گارسیا برنال، میشل ویلیامز، و توماس مک‌کارتی اشاره کرد.